# John Knowles Paine
John Knowles Paine (/ˈʤɔn nəʊlz peɪn/; Portland, 9 gennaio 1839 – Cambridge, 25 aprile 1906) è stato un compositore, organista e docente statunitense, il primo musicista americano a ottenere una fama internazionale grazie alla propria opera in campo orchestrale. Con un gruppo di altri compositori, collettivamente noto come Boston Six, Paine promosse l'esecuzione di musiche di autori statunitensi nei programmi delle orchestre americane.

## Biografia
Nato a Portland, nel Maine, studiò organo, orchestrazione e composizione a Berlino, dove si appassionò alla musica di Johann Sebastian Bach. Incominciò a insegnare musica privatamente nei primi anni 1860. Per la Centennial Exposition del 1876 a Filadelfia gli fu commissionato un Centennial Hymn e nel 1875 assurse alla carica di preside della facoltà di Musica dell'Università di Harvard, dove insegnò sino al 1905, quando si ritirò per dedicarsi esclusivamente alla composizione. Morì nel 1906 a Cambridge, nel Massachusetts.

## Opere

### Opere liriche
- Azara.

### Lavori orchestrali
- Sinfonia I, op. 23.
- As You Like It, op. 28.
- Poema sinfonico The Tempest, op. 31.
- Sinfonia II in la maggiore «In Spring», op. 34.
- Preludio da Oedipus Tyrannus, op. 35.

### Lavori per coro e orchestra
- Freedom, Our Queen.
- Domine salvum fac Praesidem nostrum, op. 8.
- Messa in re minore, op. 10.
- St. Peter, op. 20.
- Centennial Hymn, op. 27.
- Oedipus Tyrannus, op. 35.
- The Realm of Fancy, op. 36.
- Phoebus, Arise!, op. 37.

### Lavori per organo
- Variazioni da concerto su The Star-Spangled Banner, op. 1.
- Variazioni da concerto sull'inno nazionale austriaco, op. 3.
- Fantasia su Forte rocca è il nostro Dio, op. 13.
- Preludio in si bemolle minore, op. 19.
- Fuga in do minore.